# Grammy Award para melhor performance instrumental pop
O Grammy Award para
melhor performance instrumental pop (em inglês: Grammy Award for Best Pop Instrumental Performance) foi concedido entre 1969 e 2011. Um prêmio similar para melhor performance instrumental foi concedido de 1965 a 1968. Isto também foi no campo pop, mas não especificou a música pop.

## Recipientes
| Ano[I] | Intérprete(s)                      | Obra                                        | Nomeados | Ref.   |
| ------ | ---------------------------------- | ------------------------------------------- | --- | ------ |
| 1969   | Mason Williams                     | "Classical Gas"                             | — |        |
| 1970   | Blood, Sweat & Tears               | "Variations on a Theme by Erik Satie"       | — |        |
| 1971   | Henry Mancini                      | "Theme from Z and Other Film Music"         | — |        |
| 1972   | Quincy Jones                       | Smackwater Jack                             | — |        |
| 1973   | Billy Preston                      | "Outa-Space"                                | — |        |
| 1974   | Eumir Deodato                      | "Also Sprach Zarathustra"                   | — |        |
| 1975   | Marvin Hamlisch                    | "The Entertainer"                           | - Rick Wakeman — Journey to the Centre of the Earth |        |
| 1976   | Van McCoy                          | "The Hustle"                                | — |        |
| 1977   | George Benson                      | Breezin'                                    | — |        |
| 1978   | John Williams                      | Star Wars Episode IV: A New Hope soundtrack | — |        |
| 1979   | Chuck Mangione                     | Children of Sanchez                         | — |        |
| 1980   | Herb Alpert                        | "Rise"                                      | - Chuck Mangione — "An Evening of Magic" - Zubin Mehta com a Orquestra Filarmônica de Nova Iorque — Manhattan - Frank Mills — "Music Box Dancer" - John Williams — "Theme from Superman"                                                                           | [ 1 ]  |
| 1981   | Bob James e Earl Klugh             | One on One                                  | - Herb Alpert — Beyond - The Doobie Brothers — "South Bay Strut" - Henry Mancini — "Ravel's Bolero" - John Williams com a Orquestra Sinfônica de Londres —"Yoda's Theme"                                                                                           | [ 2 ]  |
| 1982   | Larry Carlton e Mike Post          | "The Theme From Hill Street Blues"          | - Quincy Jones — "Velas" - Earl Klugh — Late Night Guitar - Lee Ritenour — Rit - Orquestra Filarmônica Real — "Hooked on Classics" | [ 3 ]  |
| 1983   | Ernie Watts                        | "Chariots of Fire Theme (Dance Version)"    | - Louis Clark com a Orquestra Filarmônica Real — Hooked on Classics - Earl Klugh — Crazy for You - David Sanborn — As We Speak - John Williams — E.T. the Extra-Terrestrial                                                                                        | [ 4 ]  |
| 1984   | George Benson                      | "Being with You"                            | - Herb Alpert — "Blow Your Own Horn" - Joe Jackson — "Breakdown" - Larry Carlton — "Friends" - Helen St. John — "Love Theme from Flashdance" | [ 5 ]  |
| 1985   | Ray Parker Jr.                     | "Ghostbusters (Instrumental)"               | - Earl Klugh — Nightsongs - Steve Mitchell, Richard Perry e Howard Rice — "Jump (For My Love)" - Randy Newman — "The Natural" - Stevie Wonder — "I Just Called to Say I Love You"                                                                                  | [ 6 ]  |
| 1986   | Jan Hammer                         | "Miami Vice Theme"                          | - Harold Faltermeyer — "Axel F" - David Foster — "Love Theme from St. Elmo's Fire" - Dave Grusin e Lee Ritenour — Harlequin - Spyra Gyra — "Shake Down" | [ 7 ]  |
| 1987   | Harold Faltermeyer e Steve Stevens | "Top Gun Anthem"                            | - Stanley Clarke — "Overjoyed" - David Foster — David Foster - Genesis — "The Brazilian" - The Tonight Show Band — "Johnny's Theme" | [ 8 ]  |
| 1988   | Larry Carlton                      | "Minute by Minute"                          | - Herb Alpert — "Keep Your Eye on Me" - The Art of Noise — "Dragnet" - Chick Corea Elektric Band — "Light Years" - Dave Grusin — "It Might Be You" | [ 9 ]  |
| 1989   | David Sanborn                      | "Close-Up"                                  | - Kenny G — "Silhouette" - MARRS — "Pump Up the Volume" - Mike Post — "Music from L.A., Law & Otherwise" - Joe Satriani — "Always with Me, Always with You" | [ 10 ] |
| 1990   | The Neville Brothers               | "Healing Chant"                             | - Kenny G — "Breadline Blues" - Earl Klugh — Whispers and Promises - Neal Schon — "Late Night" - Andreas Vollenweider — "Dancing with the Lion" | [ 11 ] |
| 1991   | Angelo Badalamenti                 | "Twin Peaks Theme"                          | - Kenny G — "Going Home" - Phil Collins — "Saturday Night and Sunday Morning" - Quincy Jones — "Setembro" - Stanley Jordan — "What's Goin' On" | [ 12 ] |
| 1992   | Michael Kamen                      | Robin Hood: Prince of Thieves               | - Candy Dulfer — Saxuality - Kenny G — "Theme from Dying Young" - David Grusin — Havana - John Williams — The Star Wars Trilogy | [ 13 ] |
| 1993   | Richard Kaufman                    | "Beauty and the Beast"                      | - The Chieftains e Chet Atkins — "Tahitian Skies" - Bruce Hornsby e Branford Marsalis — "Twenty Nine-Five" - Bob James e Earl Klugh — "Cool" - John Williams — "Hook"                                                                                              | [ 14 ] |
| 1994   | Branford Marsalis e Bruce Hornsby  | "Barcelona Mona"                            | - George Benson — "Got to Be There" - Kenny G — "Forever in Love" - James Galway — "Beauty and the Beast" - Anthony Inglis com a Orquestra Sinfônica de Londres — "The Phantom of the Opera"                                                                       | [ 15 ] |
| 1995   | Booker T. & the M.G.'s             | "Cruisin'"                                  | - Kenny G — "Sentimental" - Branford Marsalis e Bruce Hornsby — "The Star Spangled Banner" - Mike Post — "Theme from 'NYPD Blue'" - Alan Silvestri — "I'm Forrest...Forrest Gump (The Feather Theme)"                                                              | [ 16 ] |
| 1996   | Los Lobos                          | "Mariachi Suite"                            | - The Allman Brothers Band — "In Memory of Elizabeth Reed" - Bruce Hornsby — "Song B" - Kenny G — "Have Yourself a Merry Little Christmas" - Dave Grusin — "Yesterday"                                                                                             | [ 17 ] |
| 1997   | Béla Fleck and the Flecktones      | "The Sinister Minister"                     | - Adam Clayton e Larry Mullen — "Theme from Mission: Impossible" - Lalo Schifrin com a Orquestra Sinfônica de Londres — "Theme from Mission: Impossible" - The Smashing Pumpkins — "Mellon Collie and the Infinite Sadness" - Stevie Wonder — "Kiss Long Good Bye" | [ 18 ] |
| 1998   | Sarah McLachlan                    | "Last Dance"                                | - George Benson — "Song for My Brother" - The Chieftains — "An Gaoth Arenas" - Kenny G — "Havana" - Grover Washington, Jr. — "Soulful Strut" | [ 19 ] |
| 1999   | The Brian Setzer Orchestra         | "Sleepwalk"                                 | - The Dust Brothers — "The X-Files" - Béla Fleck and the Flecktones — "Big County" - Kenny G — "My Heart Will Go On" - Pat Metheny Group — "Follow Me" | [ 20 ] |
| 2000   | Santana                            | "El Farol"                                  | - Herb Alpert — "The Look of Love - Jeff Beck — "A Day in the Life" - Bruce Hornsby — "Song C" - Willie Nelson — "Night and Day" | [ 21 ] |
| 2001   | The Brian Setzer Orchestra         | "Caravan"                                   | - Björk — "Overture (Selmasongs)" - The Corrs — "Rebel Heart" - Béla Fleck and the Flecktones — "Zona Mona" - Grover Washington, Jr. — "Camaleao" | [ 22 ] |
| 2002   | Eric Clapton                       | "Reptile"                                   | - Larry Carlton and Steve Lukather — "Room 335" - Daft Punk — "Short Circuit" - Eric Johnson — "Rain" - Kirk Whalum — "You'll Be There" | [ 23 ] |
| 2003   | B. B. King                         | "Auld Lang Syne"                            | - Dave Koz and Jeff Koz — "Blackbird" - Pat Metheny Group — "As It Is" - Moby — "18" - Kirk Whalum — "Playing with Fire" | [ 24 ] |
| 2004   | George Harrison                    | "Marwa Blues"                               | - Ry Cooder and Manuel Galbán — "Patricia" - Dave Koz — "Honey-Dipped" - Randy Newman — "Seabiscuit" - The Brian Setzer Orchestra — "The Nutcracker Suite" | [ 25 ] |
| 2005   | Ben Harper                         | "11th Commandment"                          | - Herb Alpert, Russ Freeman, James Genus, Gene Lake and Jason Miles — "Chasing Shadows" - George Benson — "Take You Out" - Bruce Hornsby — "Song F" - Brian Setzer — "Rat Pack Boogie"                                                                             | [ 26 ] |
| 2006   | Les Paul                           | "Caravan"                                   | - Burt Bacharach and Chris Botti — "In Our Time" - George Duke — "T-Jam" - Herbie Hancock and Trey Anastasio — "Gelo na Montanha" - Daniel Lanois — "Avage" | [ 27 ] |
| 2007   | George Benson and Al Jarreau       | "Mornin'"                                   | - Enya — "Drifting" - Béla Fleck and the Flecktones — "Subterfuge" - Bruce Hornsby — "Song H" - The Brian Setzer Orchestra — "My Favorite Things" | [ 28 ] |
| 2008   | Joni Mitchell                      | "One Week Last Summer"                      | - Beastie Boys — "Off the Grid" - Ben Harper & The Innocent Criminals — "Paris Sunshine #7" - Dave Koz — "Over the Rainbow" - Spyro Gyra — "Simple Pleasures" | [ 29 ] |
| 2009   | Eagles                             | "I Dreamed There Was No War"                | - Steve Cropper and Felix Cavaliere — "Love Appetite" - Fourplay — "Fortune Teller" - Stanley Jordan — "Steppin' Out" - Marcus Miller — "Blast!" | [ 30 ] |
| 2010   | Béla Fleck                         | "Throw Down Your Heart"                     | - Herb Alpert — Bésame Mucho - Imogen Heap — "The Fire" - Maxwell — "Phoenix Rise" - Marcus Miller — "Funk Joint" | [ 31 ] |
| 2011   | Jeff Beck                          | "Nessun Dorma"                              | - Laurie Anderson — "Flow" - Stanley Clarke — "No Mystery" - Gorillaz — "Orchestral Intro" - The Brian Setzer Orchestra — "Sleepwalk" | [ 32 ] |

- ↑[I]  Cada ano está ligado ao artigo sobre o Grammy Awards realizado naquele ano.